# Баси (Ајова)
Баси (енгл. Bussey) град је у америчкој савезној држави Ајова. По попису становништва из 2010. у њему је живело 422 становника.

## Демографија
Према попису становништва из 2010. у граду је живело 422 становника, што је -28 (-6.2%) становника више него 2000. године.
| Група             | 2000.       | 2010.       |
| Белци             | 439 (97,6%) | 407 (96,4%) |
| Афроамериканци    | 0 (0,0%)    | 0 (0,0%)    |
| Азијати           | 2 (0,4%)    | 1 (0,2%)    |
| Хиспаноамериканци | 1 (0,2%)    | 9 (2,1%)    |
| Укупно            | 450         | 422         |